# Жасминовий бульвар
Жасминовий бульвар (колишні назви Садова вулиця, вулиця Петра Слинька) — бульвар в Слобідському районі міста Харкова (житловий масив Нові Будинки), що зв'язує проспект Петра Григоренка на заході і вулицю Харківських дивізій. З'явилася в 1967 році. Східна частина бульвару перетинається з вулицями Каденюка і Садовопарковою та впирається у вулицю Харківських дивізій. Західна частина бульвару закінчується перехрестям на перетині з проспектом Петра Григоренка і переходить в Садовий проїзд. Бульвар розділяє 24-й і 25-й мікрорайони міста.

## Загальні відомості
Жасминовий бульвар являє собою широку засаджену деревами алею, по обидва боки якої розташована проїзна частина і житлові будинки. Бульвар забудований здебільшого п'яти- і дев'ятиповерховими житловими будинками. На ньому також розташовані магазини, супермаркети, аптеки, відділення банку «УкрСиббанк», відділення «Укрпошти» № 61100, «Нової Пошти» № 46, салон краси. На алеї є дитячі ігрові та спортивні майданчики. Поблизу з вулицею знаходяться дві школи, дитячі садки. Вулиця сусідить з парком «Зустріч» на вулиці Харківських дивізій, де зазвичай вважають за краще прогулюватися жителі цієї та інших сусідніх вулиць.